# Талышская литература
Талышская литература (тал. Tolyšə ədəbijot)—— литература на талышском языке, а также литература на других языках, написанная лезгинскими авторами.

## Первые записи
Талышский язык является прямым потомком или ближайшим родственником древнего иранского языка азери (азари). Язык азери существовал предположительно вплоть до XVII века.

### Шейх Сефи ад-Дин

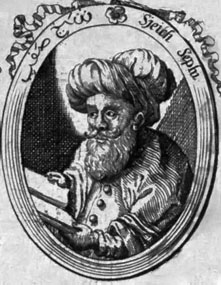
шейх Сефи ад-Дин

В XIII от шейха Сефи ад-Дина дошло 12 четверостиший (рубаи) на местном (район Ардебиля) иранском наречии, близком современному талышскому языку и которое большинство ученых отождествляет с языком азери. Эти четверостишия иранисты считают важным материалом для изучения иранского языка азери, в целом остававшегося бесписьменным. Язык азери четверостиший шейха Сефи ад-Дина был изучен Б. В. Миллером, который в ходе исследований сделал вывод, что диалект ардебильцев и Ардебильского района является языком предков современных талышей, но уже I половины XIV века. Также Миллер делает вывод, что язык азери является родным языком шейха Сефи ад-Дина, а турецкому, персидскому и арабскому он обучился у учителя.
Одиннадцать четверостиший шейха Сафи ад-Дина Ардабили, записанные Пирзадой указаны под названием «стихотворения Раджи-э Талеши».

### Пир Шарафшах Дулаи Талеши
Средневековые талышские поэты писали в основном на персидском языке. Наиболее ранними талышскими поэтами являются Пир Шарафшах Дулаи Талеши, живший в XV веке.

### Молла Сиродж
Из XVIII веке нам известна поэзия поэта Молла Сироджа. Молла Сиродж древний талышский поэт Ленкорани, как пишет о нём Молла Исмаил. О личности Моллы Сироджа Молла Исмаил не предоставил информации. Имя Моллы Сироджа не фигурирует в списке поэтов Ленкорани XIX века, поэтому вероятнее следует искать литературные следы этого поэта, по меньшей мере, в XVIII веке. Четверостишия Моллы Сироджа по форме представляют рубаи.
Другим известным талышским поэтом можно назвать Сафибаба Рошандехи, творчество которого относится к концу XIX начала XX века. Можно упомянуть и других талышских поэтов, творивших в разные эпохи: Айаз-бег Пунли, Мирза Фархад Шахнази, Сеййед Абдулькадер Хусейни (Нагши), Сеид Махмуд Шарафи, Хаджи Ахмед Джалили, Фейзулла Калантари, Еган-ага Али, Садег-кули-хан Пунли.

## Современная талышская литература
Современная талышская литература берёт своё начало с конца 20-х годов XX века, когда талышские просветители во главе с поэтом Зульфугаром Ахмедзаде начали создавать книги и произведения на талышском языке. Активно издавались талышские писатели Гулам Алекперов, А. Р. Махмудов, А.А. Давудов, Ш. Тагизода, М. Насирли и др. На талышский язык также были переведены классики мировой литературы, среди которых «Робинзон Крузо» Д. Дефо, «Приключения барона Мюнхаузена» Э. Распе, пьеса «Вильгельм Телль» Фридриха Шиллера, повесть «Муму» И. С. Тургенева, романы и повести Л. Толстого, А. С. Пушкина и т.д.

### Пресса

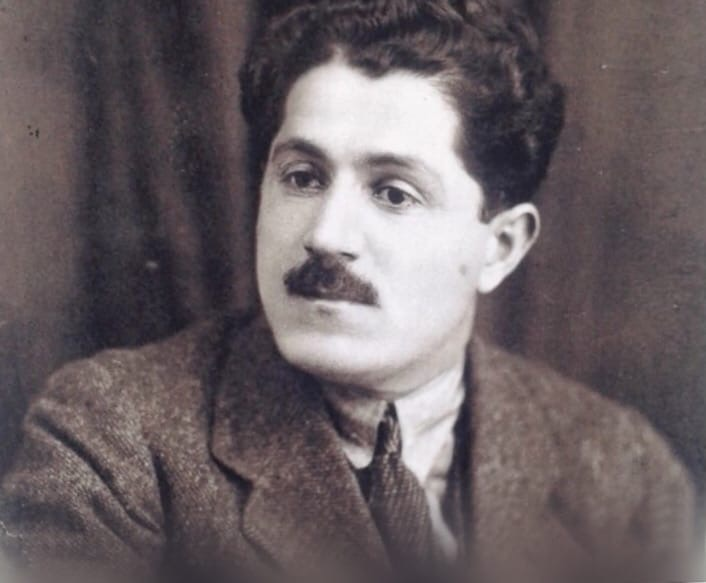
Бойукага Мирслаев - редактор газеты

С 21 января 1931 года под редакцией Бойукага Мирсалаева и ответственного секретаря Музаффара Насирли тиражом в 1500 штук начала издаваться газета под названием "Кьzьl Таlьş'’ («Красный Талыш»), известна, как первая носящая название «Талыш», и первая газета, на страницах которой издавались статьи на талышском языке. С 5 декабря 1931 года газета сменила название на «Sьə Тоlьş» («Красный Талыш») ввиду того, что газета служила главным образом талышским трудящимся. Последний номер под названием «Sьə Тоlьş» был издан 18 февраля 1939 года, после газета была переименована в «Sosialist subtripiqi» («Социалистические Субтропики»). С 16 июня 1957 года название было изменено на «Ленинчи» («Ленинец»), 22 сентября 1990 года на «Lənkəran» («Ленкорань») и сейчас газета издается под этим названием. С начала 1938 года количество статей на талышском языке стало уменьшаться, а с 22 сентября 1938 года газета стала полностью выходить на азербайджанском языке. Газета «Sьə Тоlьş» возложила на себя важные обязательства в изучении талышского края, талышского языка, талышской литературы, талышской истории. В исполнение этих обязанностей она публиковала на своих страницах большие материалы по политической, экономической, социальной и культурной областях жизни. Среди задач большое значение придавалось стихотворениям и работам по фольклору, по которым были изданы различные ценные статьи. Стихотворения до 1938 года издавались на азербайджанском и талышском языках, а с 1938 года — на азербайджанском языке. В стихах использовались традиционные темы эпохи: коммунистическая партия, комсомол, колхоз, рабочий, тракторист, Ленин, Сталин и другие. Вследствие этого в стихах на первом плане стояла задача передачи идеологии. Газета также проводила важную работу по сбору талышского фольклора. Важность этих работ заключалась в поддержке деятельности по сбору фольклорных образцов и их периодического издания на своих страницах. Статья же Музаффара Насирли «Тоlьşə folqlori həxədə can gъləjъ sьxan» («Несколько слов о талышском фольклоре») стала одним из важных источников по изучению талышского фольклора.
В статье талышского исследователя Игбала Абилова указывается, что
из переводимой и создаваемой литературы на талышском языке можно выделить следующие основные группы: школьная и учебная литература (включая сборники художественной литературы, грамматику талышского, тюркского и русского языков для талышских школ), пропагандистские и официальные материалы (включая перевод советской конституции или речей И. В. Сталина, Л. П. Берии, В. М. Молотова на талышский язык), переводы азербайджанской, русской и мировой литературы (М. Ф. Ахундов, Д.Дефо, С. Я. Маршак, М. Сеидзаде, Ф. Шиллер, Дж. Лондон, И. С. Тургенев, А. П. Чехов), книги по санитарии, сельскому хозяйству и т. п. Отдельного внимания заслуживает сборник талышских песен, опубликованный известным фольклористом и журналистом Музаффаром Насирли (1902—1944). Многие из этих книг сохраняют свою актуальность и в наши дни.